# Trubschachen
Trubschachen ist eine Einwohnergemeinde im Schweizer Kanton Bern. Sie gehört zum Verwaltungskreis Emmental.

## Geographie
Trubschachen liegt südwestlich des Napfberglands am Oberlauf der Ilfis beim Zusammenfluss von Ilfis und Trueb auf einer Höhe von 731 m ü. M. am Übergang vom Emmental ins Entlebuch. Nachbargemeinden sind Eggiwil, Langnau und Trub.

## Geschichte

Luftbild von Werner Friedli (1950)

Um 1130, bei der Gründung des Klosters Trub, gehörte Trubschachen (von Schachen ‹kleines Gehölz, flaches, mit Buschwerk bestandenes Flussufer›) zusammen mit Marbach, Schangnau und Escholzmatt zum Klosterbezirk der Benediktinerabtei Trub.
Bis 1867 hiess die Gemeinde offiziell Lauperswilviertel. 1852 wurde Trubschachen durch das bernische Gemeindegesetz in seiner Autonomie bestätigt und am 1. Januar 1868 wurde der Name von Lauperswilviertel in Trubschachen geändert.
Am 7. August 1946 stürzte eine Messerschmitt Bf 108 Taifun der Schweizer Armee unweit des Bahnhofs ab. Das Flugzeug flog in ein Kabel einer Materialseilbahn. Beide Piloten kamen dabei ums Leben.

## Politik
Die Exekutive der Gemeinde bildet der siebenköpfige Gemeinderat. Ihm steht der Gemeindepräsident vor, seit 2025 Bernhard Kunz.
Die Stimmenanteile der Parteien anlässlich der Nationalratswahl 2023 betrugen: SVP 46,8 % (+1,7 %), Mitte 13,7 % (−5,5 %), SP 9,7 % (+3,2 %), GPS 8,6 % (−3,1 %), glp 6,3 % (+2,5 %), EDU 6,2 % (+1,8 %), FDP 3,3 % (−0,4 %), EVP 2,8 % (−0,2 %).

## Wirtschaft
International bekannt ist Trubschachen durch die Biscuitfabrik Kambly und die Seilerei Jakob.

## Verkehr
Trubschachen liegt an der Bahnlinie Luzern–Bern, und durch den Ort verläuft die Hauptstrasse 10 östlich weiter ins Entlebuch und nach Luzern.
Von 2015 bis 2017 stellte Trubschachen als eines der ersten Dörfer des Landes die komplette Strassenbeleuchtung auf intelligente LED-Lampen um. 2019 wurde die erste Tempo-30-Zone im Ort umgesetzt.

## Sehenswürdigkeiten
In Trubschachen befindet sich seit 1997 «Die Reisende», eine vom Churer Bildhauer Robert Indermaur (* 1947) geschaffene Frauenstatue am Bahnhof. Eine gleichartige Skulptur steht auch am Bahnhof von Thusis. Der angeblich älteste «Bären» steht in Trubschachen, der «Gasthof zum Bären» wurde im Jahr 1356 erstmals urkundlich erwähnt.

## Bilder

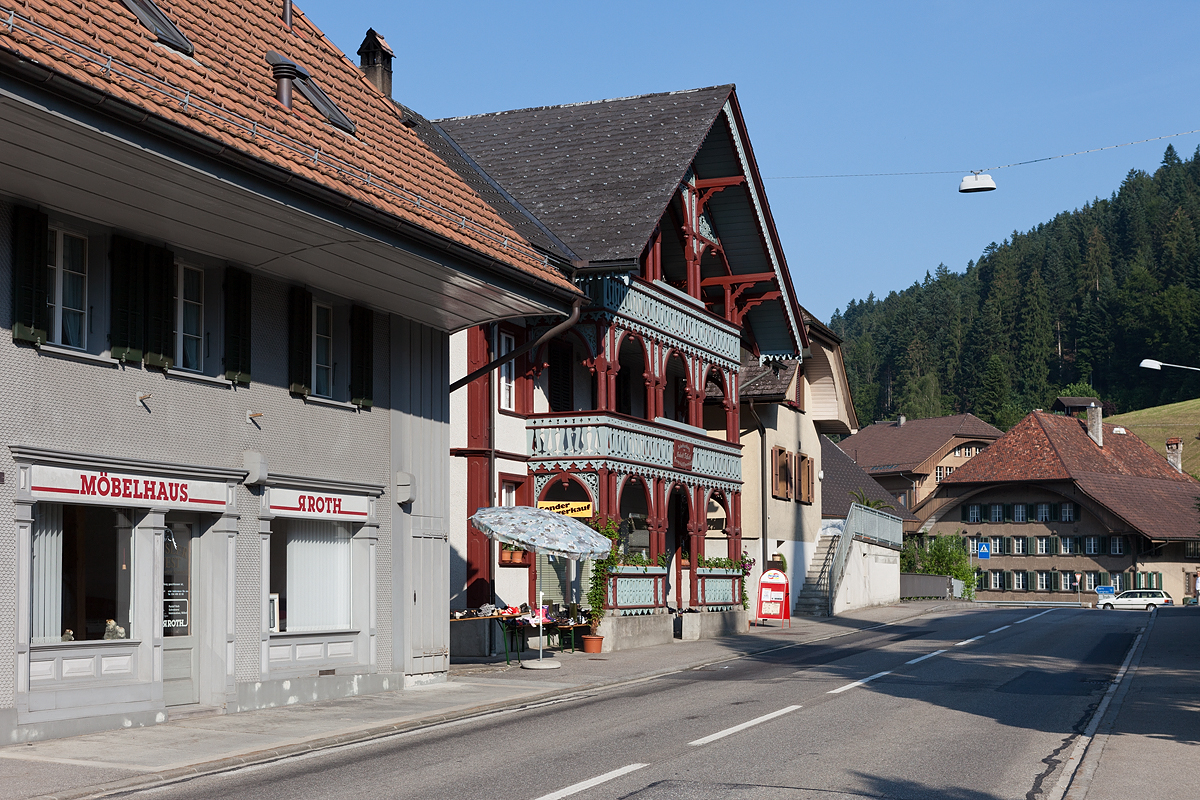
Dorfstrasse
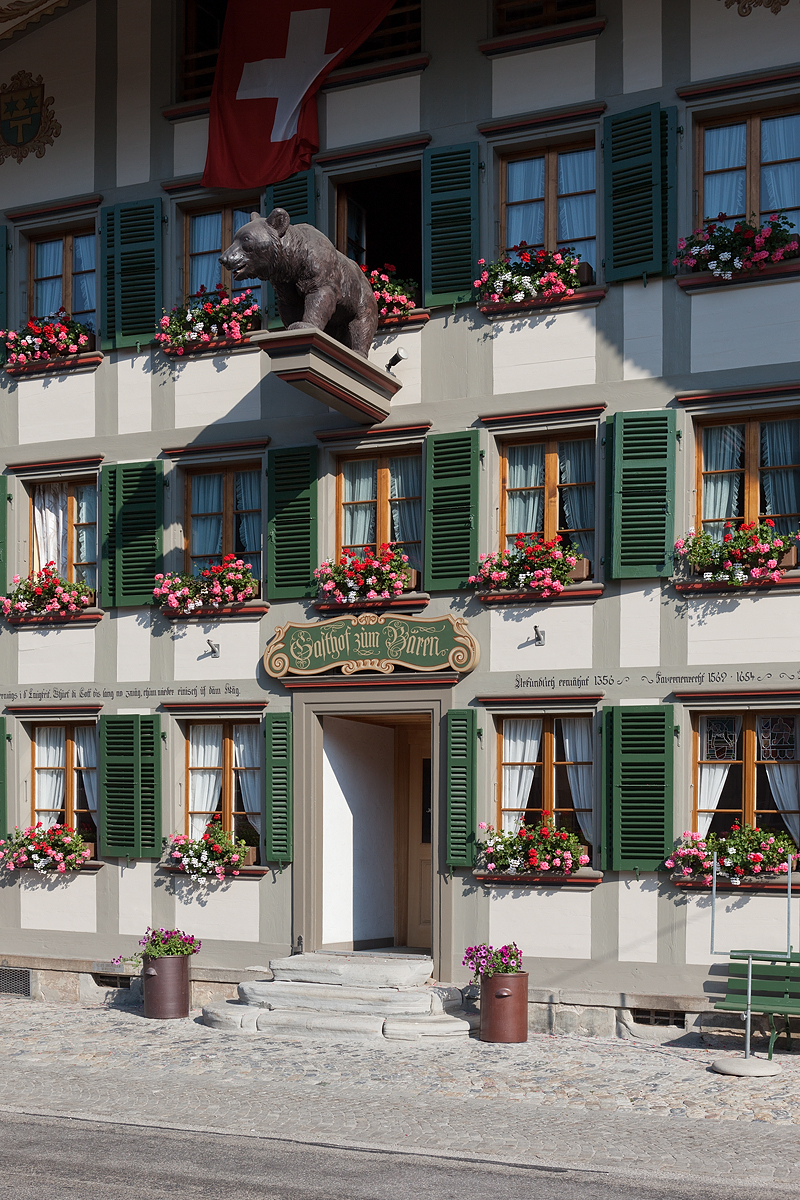
Restaurant Bären
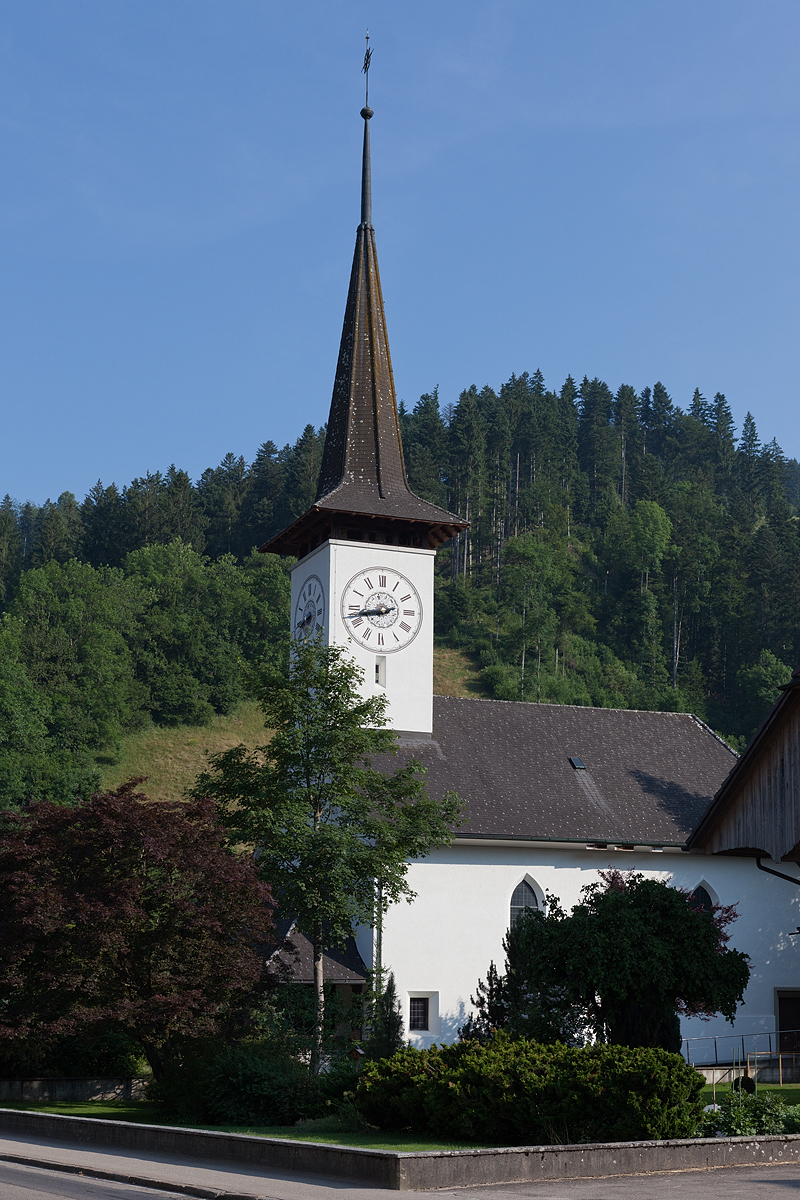
Kirche
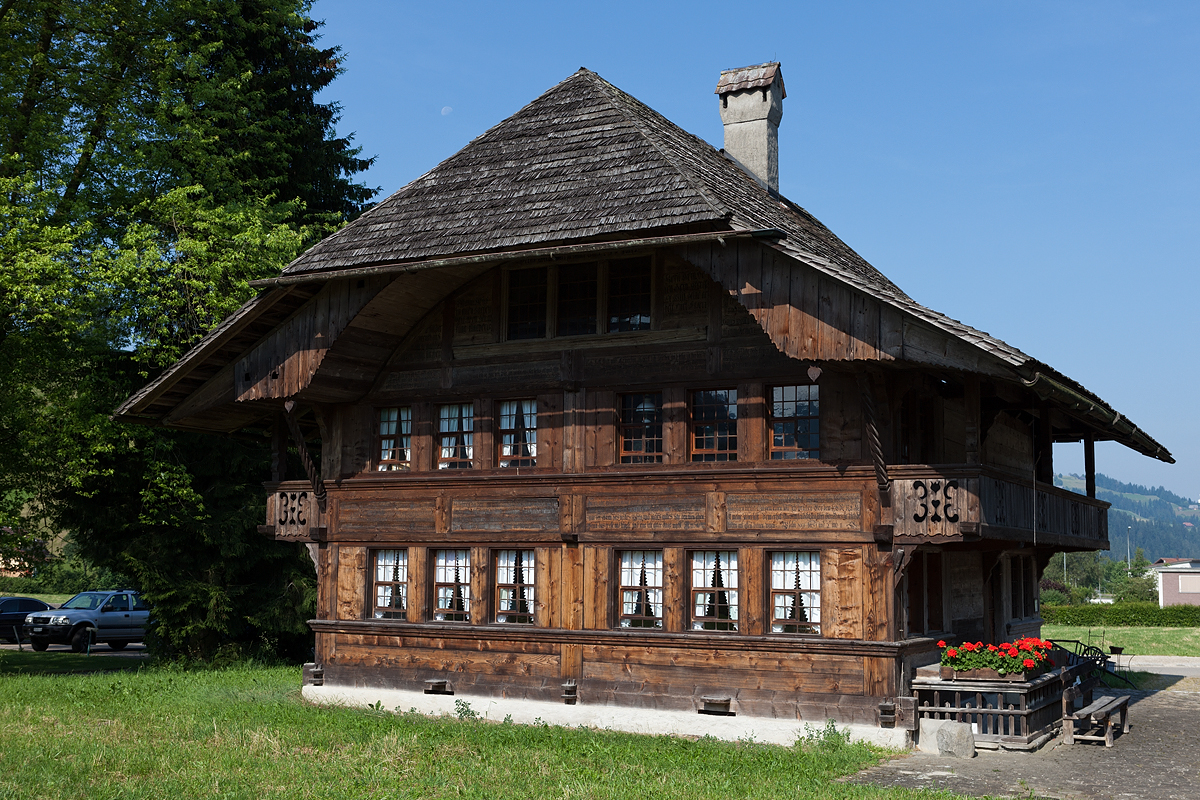
Heimatmuseum
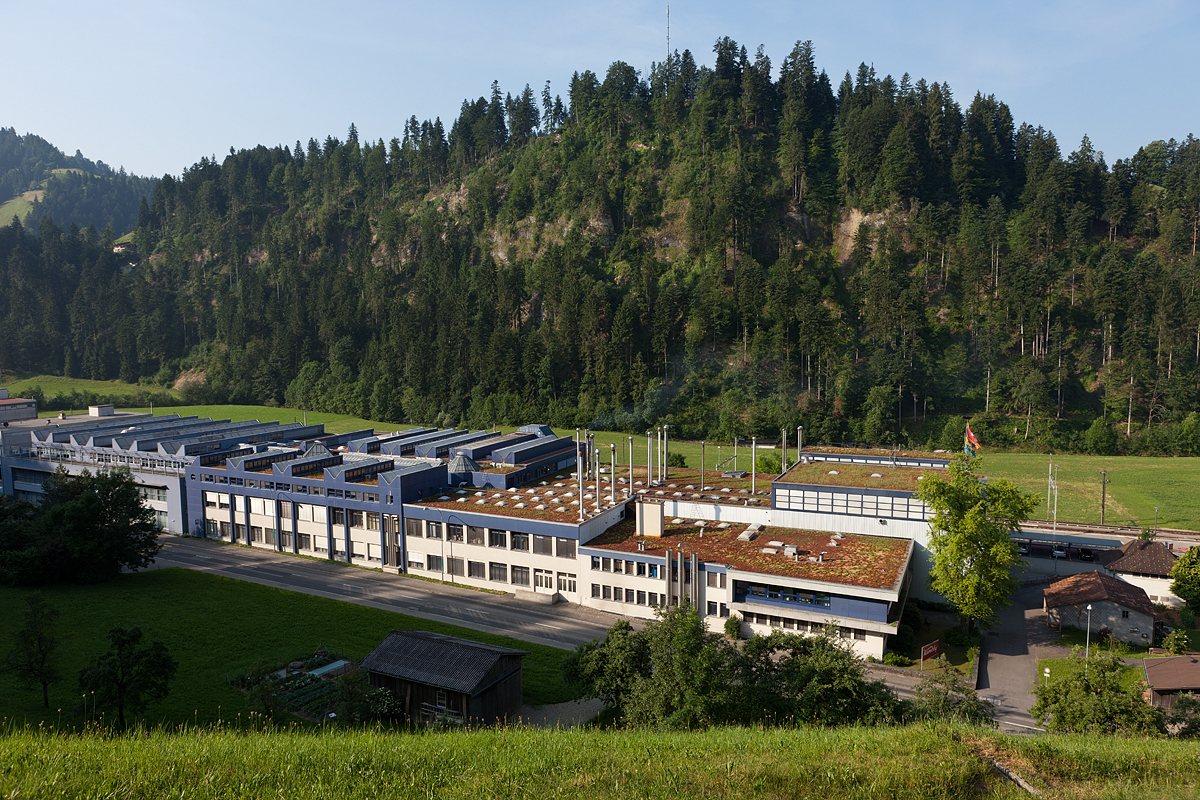
Biscuitfabrik Kambly
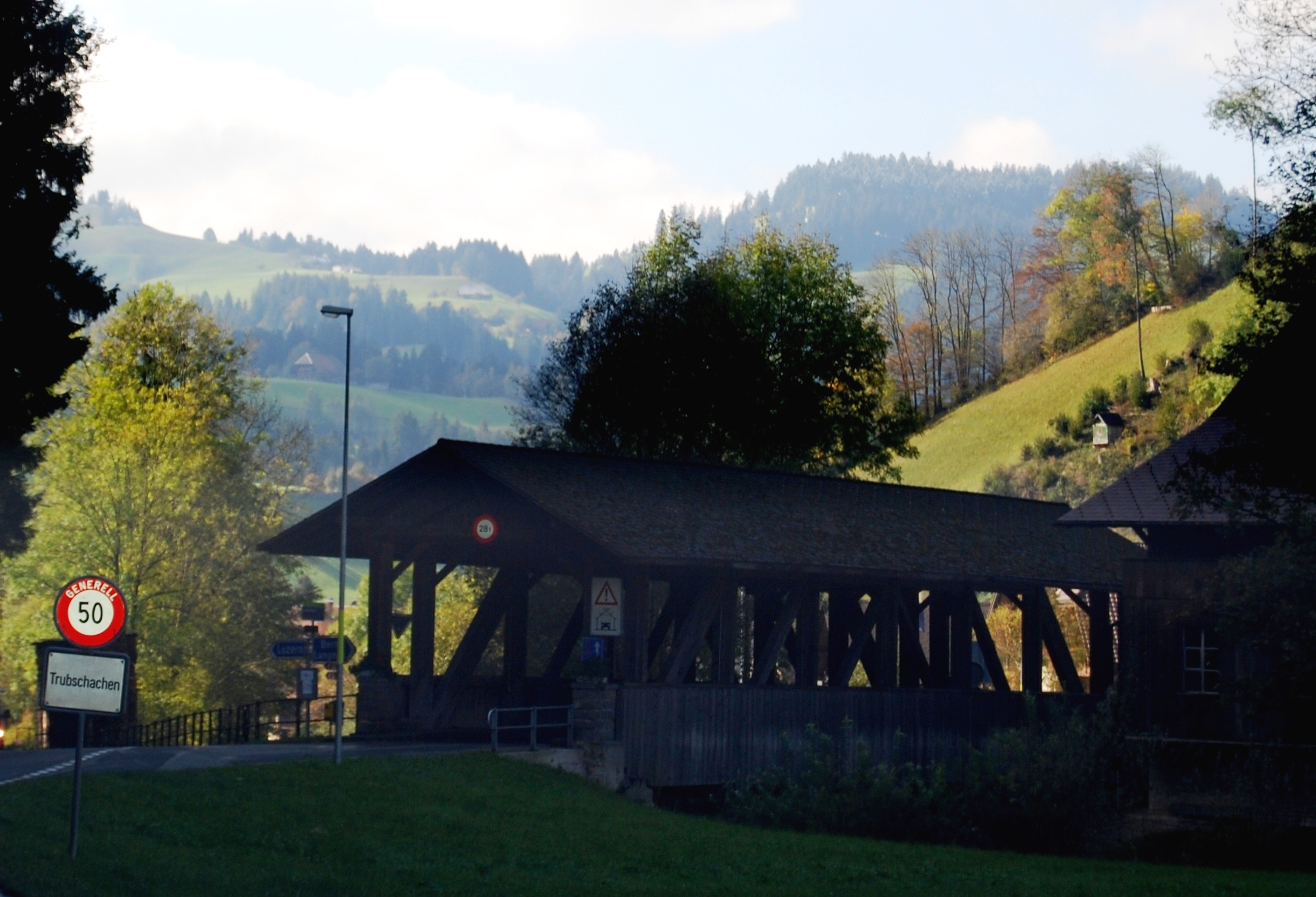
Alte Holzbrücke über die Trub
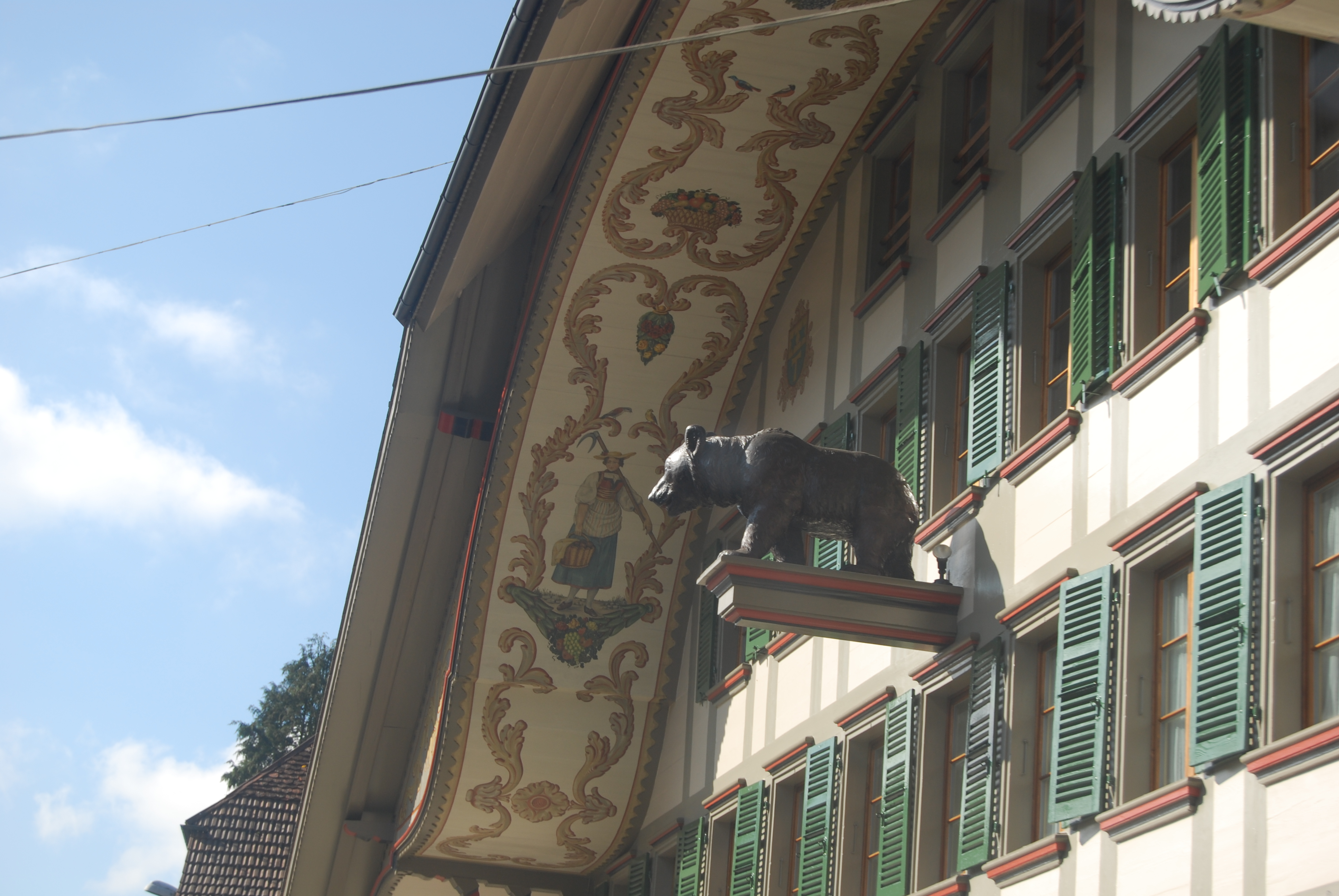
Gasthof Bären in Trubschachen

## Partnergemeinden
- Strmilov
- Midway (Utah)
- Helvecia
- Romang

## Persönlichkeiten
- Peter Wingeier (1828–1898), Gründer der argentinischen Stadt Romang
- Karl Stauffer-Bern (1857–1891), Maler, Radierer und Bildhauer, geboren in Trubschachen
- Ernst Bärtschi (1882–1976), Stadtpräsident von Bern, geboren in Trubschachen
- Elisabeth Baumgartner (1889–1957), Bäuerin und Verfasserin von Theaterstücken und Hörspielen in Berndeutsch
- Helene von Lerber (1896–1963), Schriftstellerin, geboren in Trubschachen
- Michel Seiler (* 1949), Gemeindepräsident und Grossrat (Grüne)